# Bauhínie

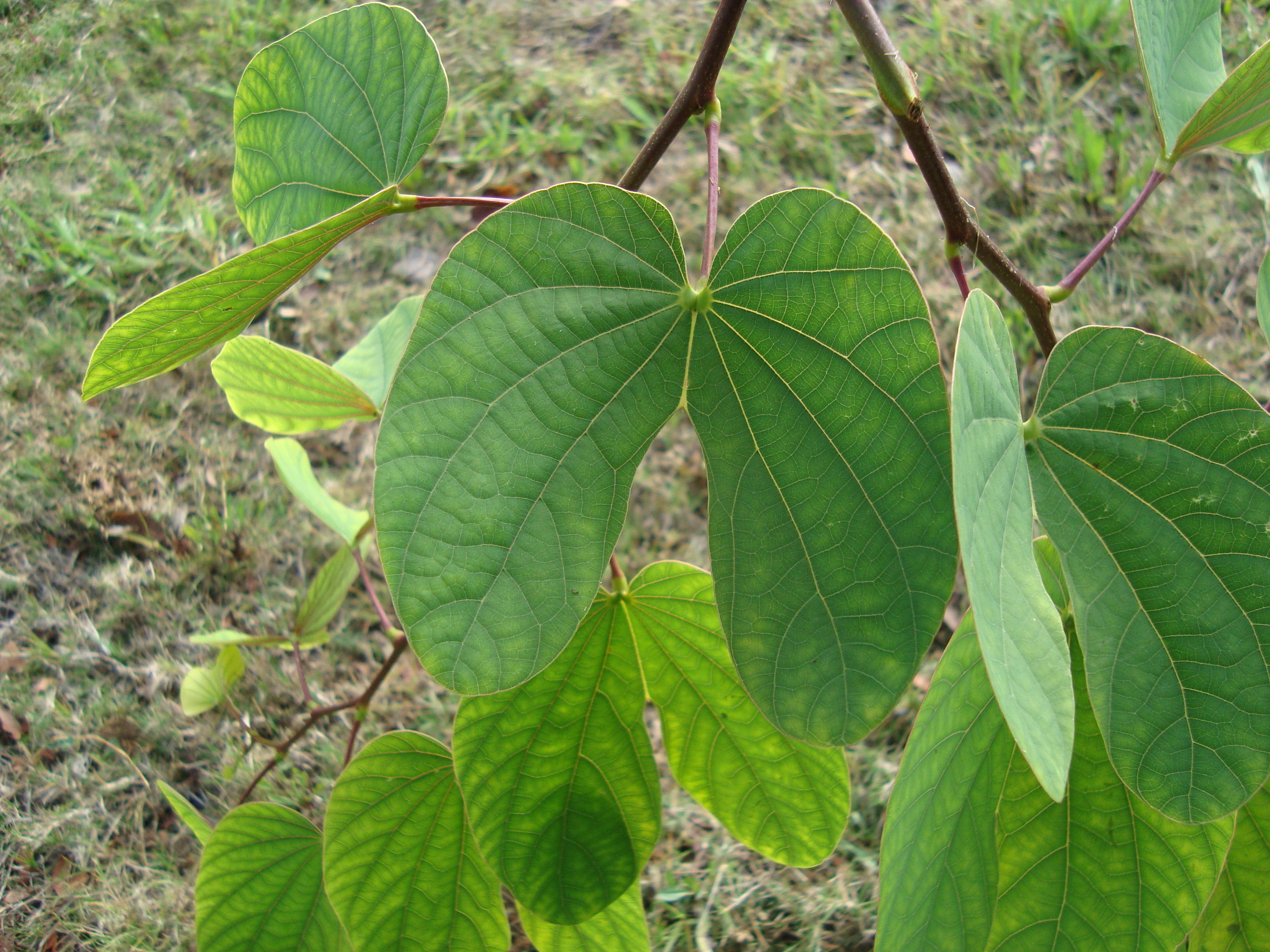
Charakteristický tvar listů bauhínie

Bauhínie (Bauhinia) je rod rostlin řazený do čeledi bobovité (Fabaceae). Jsou to stromy, keře i liány s nápadnými květy. Listy jsou většinou jednoduché (řidčeji dvoulisté) a střídavé. Rod zahrnuje asi 300 druhů a je rozšířen v tropech celého světa. V roce 2005 byl tento rod na základě výsledků fylogenetických studií rozčleněn do celkem 8 samostatných rodů. Některé druhy bauhínií jsou v tropických zemích pěstovány jako okrasné rostliny. Některé druhy mají význam v tradiční medicíně.

## Popis
Bauhínie jsou stromy, keře i vysoko šplhající liány se spirálovitě se svinujícími úponkami. Listy jsou střídavé, celokrajné, s celistvou až hluboce dvojlaločnou čepelí, která je výjimečně u některých druhů rozdělená až k bázi a tedy složená ze dvou lístků. Listy většiny druhů mají charakteristický kopýtkovitý tvar. Žilnatina je dlanitá se 3 až 15 primárními žilkami, sekundární žilky bývají v pravém úhlu na primární žilky. Palisty jsou různorodé, často drobné a opadavé. Rostliny jsou nejčastěji jednodomé s oboupohlavnými květy. Květy jsou velké, nápadné, nejčastěji bílé, žlutooranžové, růžové nebo purpurově červené, jednotlivé nebo v hroznech, latách či vrcholících. Kalich je pětičetný, někdy za zralosti rozštěpený ve 2 až 5 laloků. Koruna je složena z 5 lístků, které mohou být téměř stejného tvaru a velikosti nebo velmi rozdílné, téměř přisedlé až dlouze nehetnaté. Tyčinek je obvykle 10, řidčeji méně, a jsou volné nebo srostlé. Semeník je stopkatý nebo výjimečně přisedlý, s tenkou krátkou čnělkou a obsahuje 1 až mnoho vajíček. Plod je nepukavý nebo pukající 2 chlopněmi, plochý, oválný až čárkovitý, tenkostěnný nebo dřevnatý. Semena jsou plochá, vejcovitá až okrouhlá.

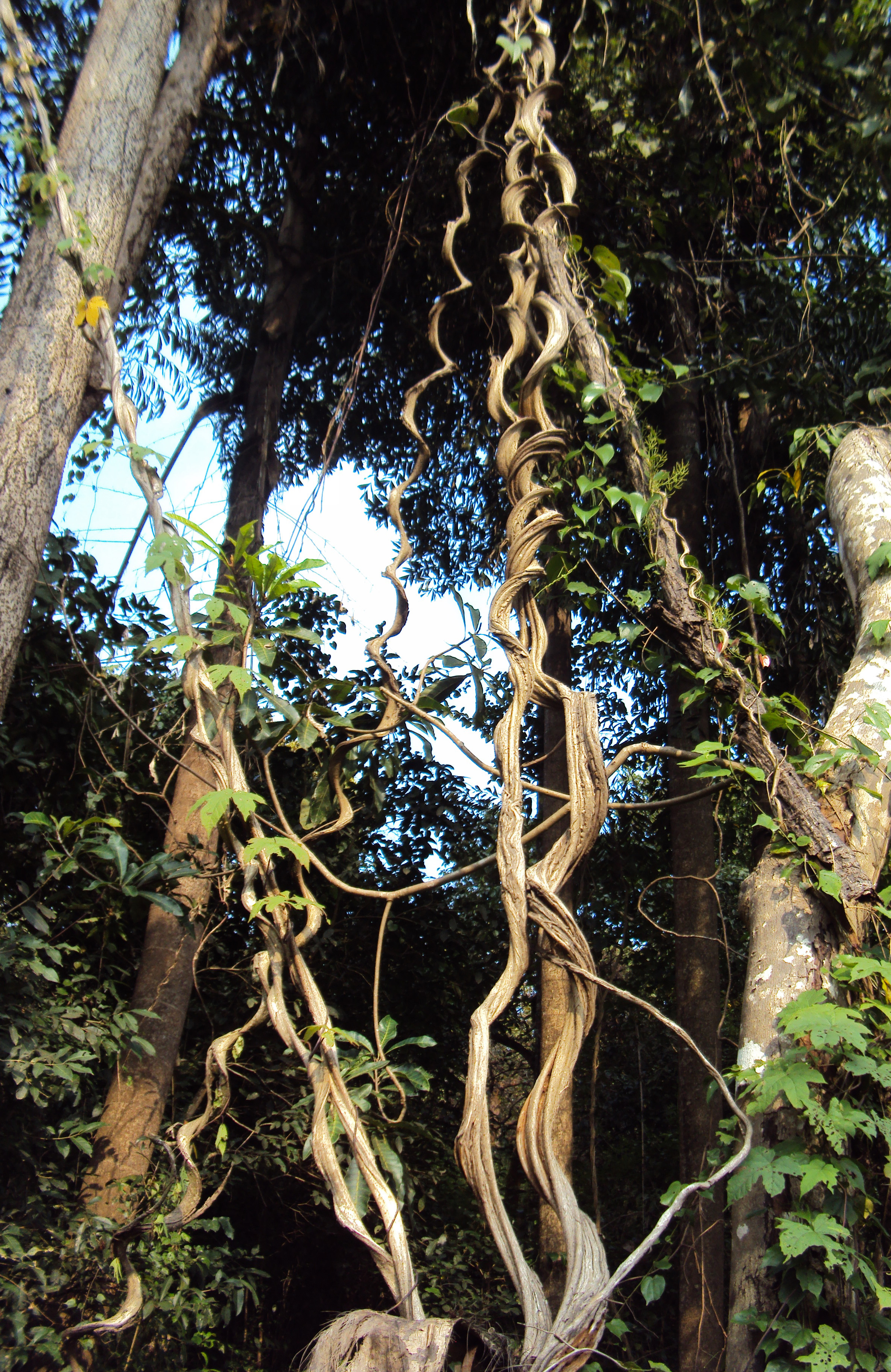
Dřevnatá liána Bauhinia scandens
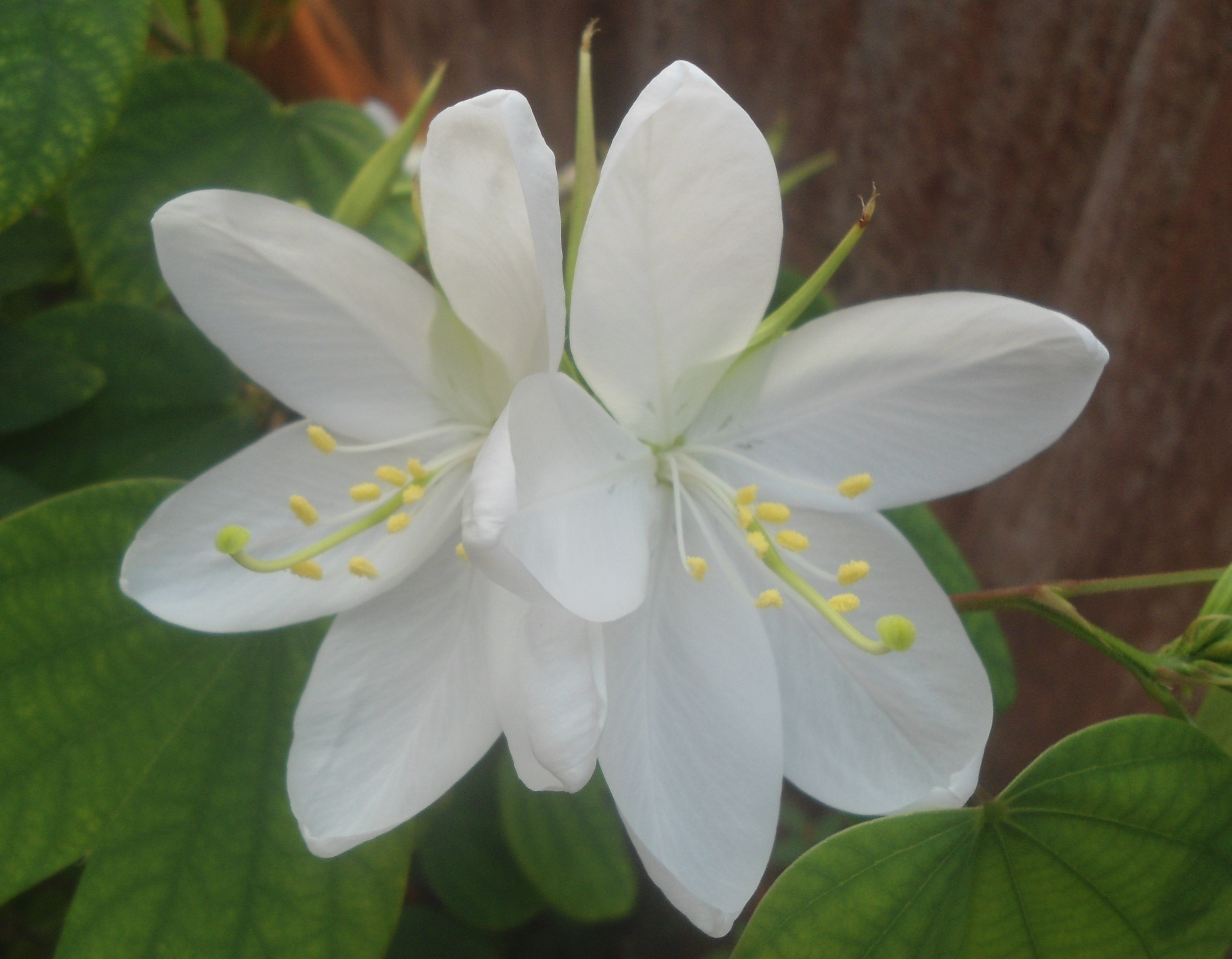
Bělostné květy Bauhinia acuminata
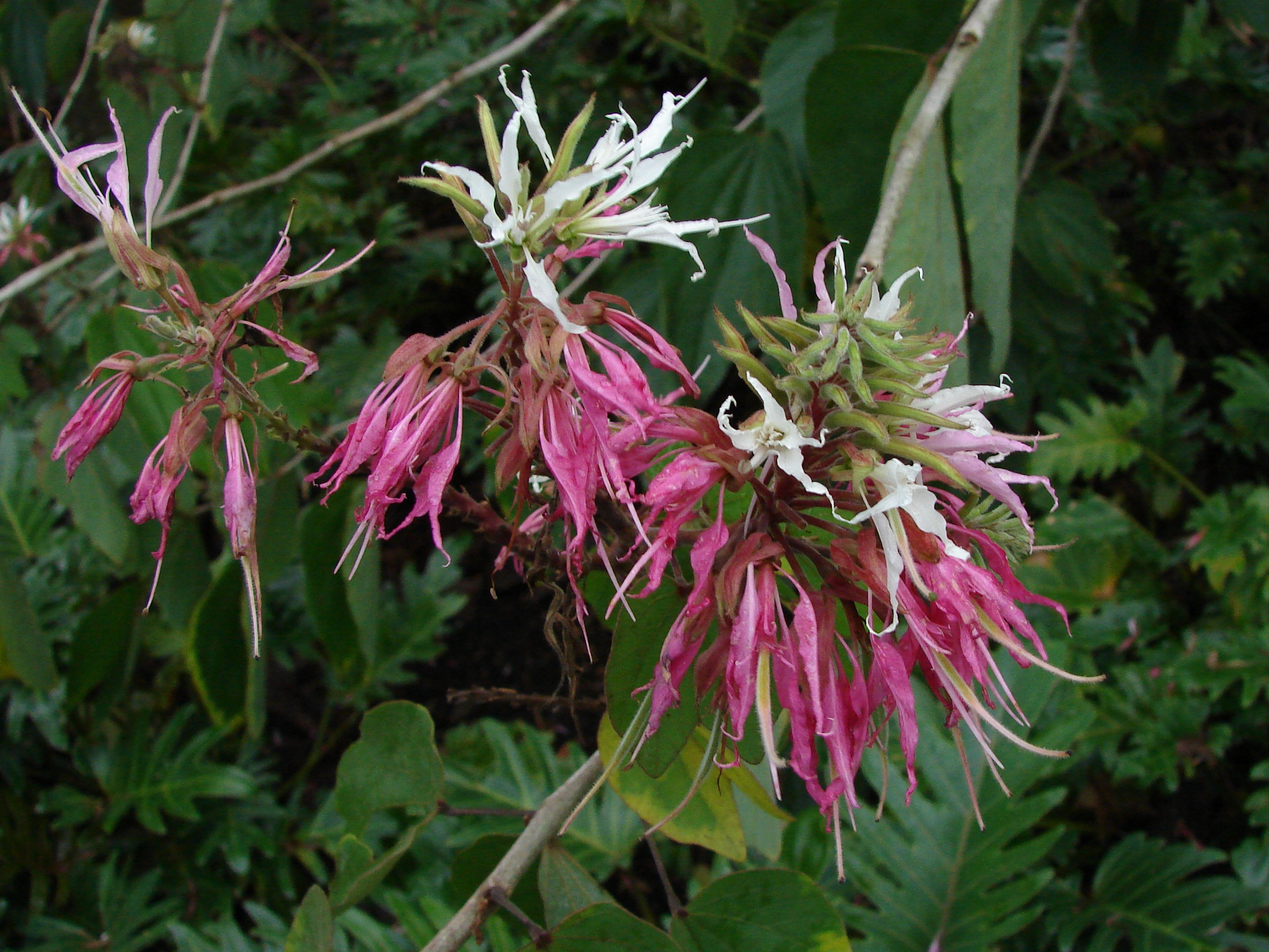
Květenství Bauhinia divaricata
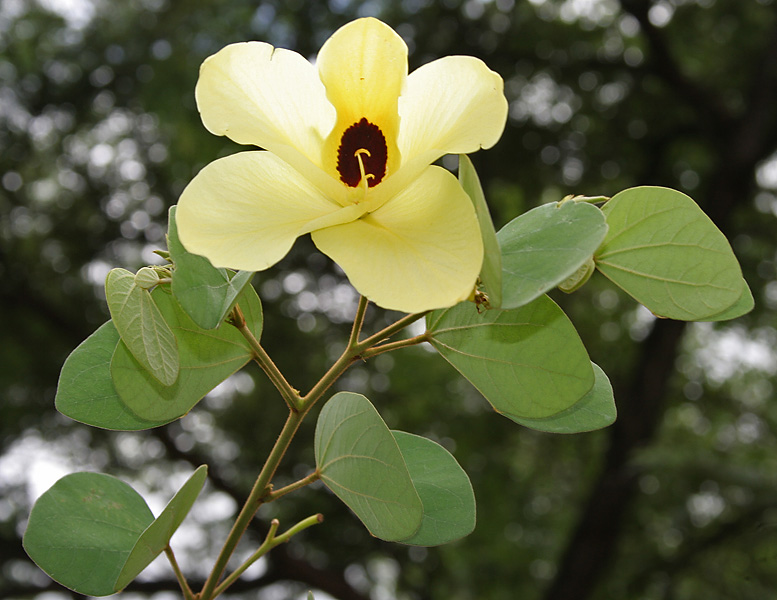
Kvetoucí Bauhinia tomentosa

## Rozšíření
Rod bauhínie zahrnuje asi 300 druhů. Je rozšířen v tropech celého světa. Bauhínie nejčastěji rostou v tropických druhotných lesích, houštinách, vlhkých místech, savanách a na březích řek. V Evropě žádný zástupce tohoto rodu neroste.

## Ohrožené druhy
V Červeném seznamu ohrožených druhů IUCN jsou jako kriticky ohrožené uvedeny 2 druhy: Bauhinia paradisi z Hondurasu a Bauhinia seminarioi, rostoucí ve 3 populacích v suchých pobřežních lesích v Ekvádoru. Jako ohrožené je vedeno celkem 5 druhů, z toho 4 druhy z Jižní Ameriky a 1 druh z Keni.

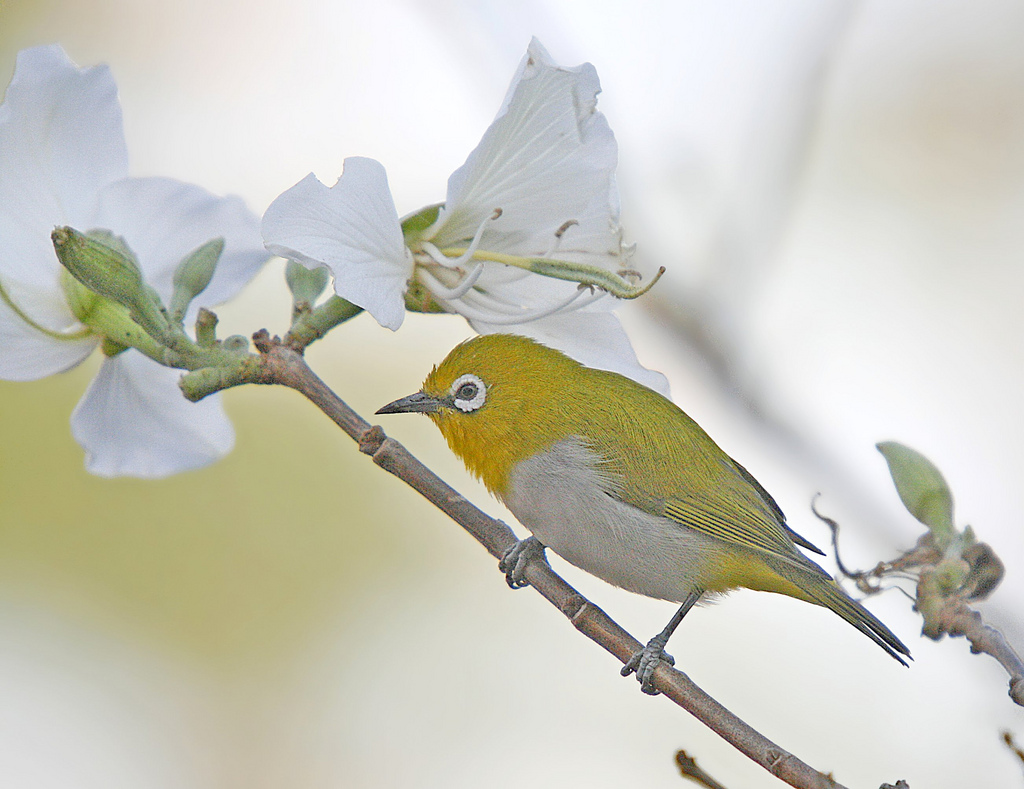
Kruhoočko pruhoprsé (Zosterops palpebrosus) na bauhínii

## Ekologické interakce
Plody bauhínií jsou často explozivní a vystřelují semena do okolí. Listy některých druhů bauhínií se mohou zavírat a rozevírat podle střední žilky a regulovat tak odpar vody. Květy bauhínií jsou opylovány různými druhy hmyzu, u některých druhů ptáky nebo netopýry.

## Obsahové látky
Mezi účinné látky v bauhíniích náležejí zejména různé flavonové glykosidy, např. rutin, kvercitrin a glykosidy kaempferolu, kvercetinu a kvercetolu.

## Taxonomie
V minulosti byl rod bauhínie často řazen do samostatné čeledi sapanovité (Caesalpiniaceae). Tato čeleď však byla při molekulárních studiích shledána parafyletickou a v systému APG z roku 1998 vřazena do bobovitých (Fabaceae). Rod bauhínie byl v rámci bobovitých zařazen do tribu Cercideae. Ten byl následně v roce 2017 převeden na samostatnou podčeleď Cercidoideae.
S nástupem molekulárních metod se navíc prokázalo, že rod Bauhinia v klasickém širokém pojetí (sensu lato, s.l.) není monofyletický a v roce 2005 byl rozdělen na několik rodů: Barklya, Bauhinia s.str., Gigasiphon, Lasiobema, Lysiphyllum, Phanera, Piliostigma a Tylosema.

## Zástupci
- bauhínie pestrá (Bauhinia variegata)[14]

## Význam
Četné druhy bauhínií se pěstují v tropických zemích jako okrasné dřeviny, zejména bauhínie pestrá, Bauhinia purpurea a B. x blakeana, dále B. acuminata, B. monandra a B. tomentosa. Zajímavě pravidelně prolamované dřevnaté stonky liánovitého druhu Bauhinia guianensis se občas dovážejí jako dekorace, např. k výzdobě terárií. S některými druhy bauhínií se lze setkat ve sklenících našich botanických zahrad.
Různé druhy bauhínií jsou využívány v tradiční indické medicíně, zejména Bauhinia acuminata, B. malabarica, B. purpurea, B. racemosa, B. retusa, B. tomentosa a B. variegata. Používají se např. při úplavici, ke snižování horečky, proti parazitům aj.